# Victor Frankenstein
Il dottor Victor Frankeinsten è un personaggio immaginario del romanzo Frankenstein o il moderno Prometeo scritto dall'inglese Mary Shelley nel 1818, ripreso in tutte le opere derivate dal libro. È lo scienziato creatore del mostro (o creatura e demonio) che spesso viene indicato con il suo nome. Costituisce il prototipo dello scienziato pazzo o dello scienziato che tenta di "giocare" con forze della natura più grandi di lui.

## Genesi del personaggio

Mary Shelley, autrice del romanzo.

Il personaggio di Victor Frankenstein, il quale non è mai esistito, così come quello della sua creatura, nacque dalla penna di Mary Shelley presso il Lago di Ginevra, nell'estate piovosa del 1816. Shelley disse che in lei il personaggio di Frankenstein aveva preso improvvisamente corpo in seguito a un incubo serale, nel quale l'autrice assisteva alla nascita della creatura per mano di un giovane studente. Da questo sogno, Shelley trovò l'ispirazione per scrivere il suo capolavoro Frankenstein o il moderno Prometeo, pubblicato anonimo nel 1818. Sembra che Shelley si fosse ispirata a suo marito Percy per la realizzazione del personaggio. Il nome Victor, infatti, era lo pseudonimo utilizzato da Percy per le sue opere. Percy, come Victor, aveva la passione per la scienza (da giovane utilizzava strumentazioni chimiche, specialmente elettriche). Il 22 febbraio 1815 Mary Shelley diede alla luce una bimba prematura di due mesi, Clara, che morì circa due settimane dopo; contrariamente alla madre che cadde in una profonda depressione, Percy non ebbe a cuore il destino della neonata. Secondo Muriel Spark, nella sua biografia su Shelley, questo tragico evento ricorda molto il momento in cui Victor decide di abbandonare la creatura al proprio destino dopo averla creata.
Nella sua opera su Frankenstein, Radu Florescu descrisse un dettaglio importantissimo riguardo ad un viaggio dell'autrice in Germania nel quale avrebbe preso l'ispirazione del personaggio di Victor. Qui, Shelley visitò il castello di Frankenstein, luogo un tempo posseduto e abitato dall'alchimista Johann Konrad Dippel che, secondo la credenza popolare, riuscì a creare l'Olio di Dippel, un elisir di lunga vita ottenuto macerando ossa di morti con acido prussico. Secondo Florescu, Shelley si sarebbe ispirata a Dippel per la creazione di Victor, sebbene non ci siano prove al riguardo.
Durante la stesura di Frankenstein, Shelley prese ispirazioni da altri testi facenti parte sia della precedente tradizione letteraria, tra cui il Satana del Paradiso perduto di Milton e il Dottor Faust dell'omonima tragedia di Marlowe, che dalla mitologia antica, cioè il famoso Prometeo, presente nel sottotitolo dell'opera dell'autrice. Prometeo si ribellò agli dei per donare all'uomo di ottenere il fuoco, mentre Victor, allo stesso modo del personaggio mitologico, tenta di donare agli uomini la possibilità di sfuggire alla morte. Secondo la rielaborazione romana della leggenda di Ovidio (dalle Metamorfosi), Prometeo plasmò gli esseri umani dalla creta, mentre Victor plasmò una creatura assemblando cadaveri.
Letteralmente, in lingua tedesca, il nome di Frankenstein significa "roccaforte degli uomini liberi". Il nome è associato a vari luoghi della Germania, come il Castello di Frankenstein (Frankenstein Burg) a Mühltal, Assia, o Castello di Frankenstein in Frankenstein, Palatinato. C'è anche un castello chiamato Frankenstein a Bad Salzungen, Turingia. Inoltre, vi è un comune chiamato Frankenstein in Sassonia, e prima del 1946, Ząbkowice Śląskie, una città della Slesia, in Polonia, è stata conosciuta con il nome Frankenstein.

## Biografia del personaggio
Victor Frankenstein nasce nel Settecento a Napoli, figlio di Alphonse, un influente uomo politico ginevrino appartenente a una ricca e antica casata nobiliare, e di Caroline Beaufort, a sua volta figlia di un vecchio amico di Alfonso, un tempo ricco uomo d'affari poi caduto in disgrazia e morto in solitudine. Durante un soggiorno sul lago di Como, la famiglia Frankenstein prende in custodia una bambina di nome Elizabeth Lavenza, in origine cugina di Victor figlia della sorella di Alphonse e di un gentiluomo italiano che alla morte della consorte chiede che venga adottata per potersi risposare (come era capitato all'autrice adottata dallo zio), poi in versioni rivisitate di edizioni successive al 1831 scompare il fatto che sia la cugina; Elizabeth diventa da quel momento la migliore amica dello stesso Victor, il quale arriva a considerarla anche più di una sorella:
Elizabeth diviene la compagna di giochi di Victor, sebbene i due dimostrino personalità totalmente opposte. Victor è, infatti, totalmente immerso nei suoi studi e nelle sue ricerche, mentre Elizabeth è più propensa a divertirsi e ad ammirare i meravigliosi paesaggi svizzeri.
Alla nascita del secondogenito della famiglia Frankenstein, Ernest, più giovane di Victor di sette anni, questa si stabilisce definitivamente in una casa a Ginevra. Victor manifesta indifferenza nei suoi compagni di scuola, tentando sempre di evitare la folla a causa del suo temperamento appartato. Nonostante questo, però, riesce a stringere una solida amicizia con Henry Clerval, figlio di un mercante di Ginevra, che egli descrive come un ragazzo di singolare talento e immaginazione. All'età di tredici anni, mentre la famiglia Frankenstein si trova in vacanza con la famiglia ai bagni di Thonon, Victor trova per caso un volume delle opere di Cornelio Agrippa e ne rimane affascinato, nonostante suo padre ne consideri il contenuto assurdo. Da questo momento in poi, Victor inizia ad interessarsi alla filosofia naturale e, per incrementare la sua sete di conoscenza, inizia a leggere anche opere di Paracelso e di Alberto Magno.
All'età di quindici anni, Victor assiste ad un tremendo e violentissimo temporale, nel quale un fulmine colpisce una quercia ad una ventina di yard dalla casa dei Frankenstein, squarciandola in sottili strisce di legno. In questa occasione, Victor conosce uno studioso di filosofia naturale che, narrandogli una sua teoria sull'elettricità e sul galvanismo, lo convince ad abbandonare lo studio di Agrippa, Paracelso e Magno, finora considerati da Victor come i propri maestri. Sconfortato dal fallimento dei suoi miti, Victor decide di dedicarsi completamente alla matematica e alle scienze a essa attinenti.

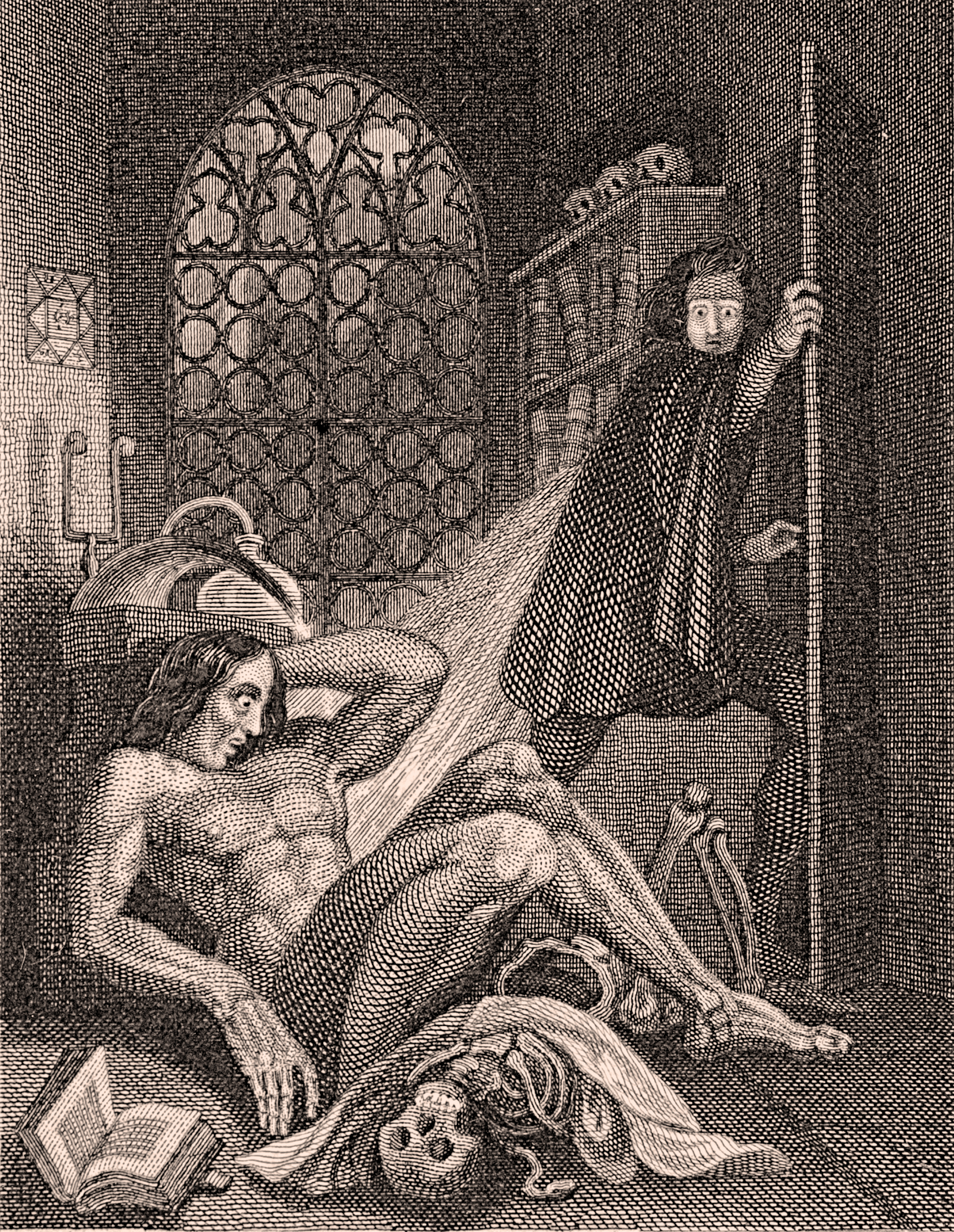
Frankenstein fugge dalla sua creatura in un'illustrazione del 1831

All'età di diciassette anni, Victor è in partenza per l'università di Ingolstadt. Tuttavia, poco prima del suo viaggio, assiste alla morte di sua madre a causa di una lieve forma di scarlattina. Questo evento lo sconvolge profondamente e decide di rimandare la sua partenza per Ingolstadt di alcune settimane. Giunto finalmente all'università, qui Victor decide di dedicarsi alla filosofia naturale, che gli era sempre stata invisa, seguendo gli insegnamenti dei professori Krempe e Waldman. Nel giro di pochi anni, Victor diventa il più profondo conoscitore della filosofia naturale in università ed inizia a comprendere la possibilità di creare un uomo artificiale a cui può conferire determinate caratteristiche quali la lunga vita, la grande intelligenza, la grande forza fisica e la salute perfetta. Victor, dopo aver studiato la decomposizione e il percorso degenerativo dei cadaveri, riesce nel suo obbiettivo: unendo pezzi di cadavere attentamente scelti, realizza una creatura che risponde alle caratteristiche da lui desiderate, ma esteticamente si rivela essere un mostro orripilante, che Victor, disgustato, abbandona a sé stesso.
Fuggito dal suo laboratorio, Victor si rifugia in una locanda dove incontra, poco dopo, il suo carissimo amico Henry, giunto ad Ingolstadt per incontrarlo. Ritornato nella sua abitazione con Henry, Victor scopre che la creatura è fuggita e cade malato per diverse settimane.
Dopo essersi ripreso completamente, Victor riceve una lettera di suo padre nel quale scopre della morte di William nei pressi di Plainpalais. Victor, dunque, si precipita a Ginevra dove scopre la verità: William è stato ucciso dalla sua creatura, la quale ha fatto ricadere la colpa dell'omicidio sulla governante della famiglia Frankenstein, la giovane Justine Moritz. Colmo di sconforto e di sensi di colpa, Victor non riesce a salvare Justine dall'esecuzione e decide di non svelare la verità ai suoi cari per paura di essere preso per pazzo.
Durante un'escursione nell'Alta Savoia, Victor si imbatte nella sua creatura. All'inizio tenta di attaccarlo, ma decide poi di ascoltare la storia della creatura. Dopo avergli raccontato tutti gli avvenimenti che lo hanno condotto a Ginevra, compresa la morte di William, la creatura prega il suo creatore di creargli una "compagna". Victor è riluttante all'idea, ma alla fine decide di accettare. Per svolgere il compito impostogli, Victor si reca in Gran Bretagna accompagnato da Henry Clerval. Separatosi dall'amico e ritiratosi in solitudine su di un'isola delle Orcadi, lo scienziato inizia a realizzare la seconda creatura, ma a un certo punto viene preso dai ripensamenti e dai dubbi e decide di distruggerla prima di dargli vita. Scoperto dal mostro, Frankenstein tenta la fuga in mare aperto su una piccola imbarcazione e giunge in Irlanda. Qui, però, viene arrestato con l'accusa dell'omicidio di Clerval, ucciso in realtà dal mostro. Solo l'arrivo di suo padre permette a Victor di essere assolto e di ritornare a Ginevra.
Qui sposa Elizabeth, ma la creatura colpisce ancora, uccidendo proprio quest'ultima durante la notte di nozze. Il padre di Victor, sconvolto dal dolore per la perdita di Elizabeth, muore anch'egli poco tempo dopo. Victor, dunque, rimasto ormai solo e totalmente impazzito dal dolore, decide di inseguire la creatura per vendicarsi, giungendo fino al Polo Nord, dove incontra l'equipaggio del capitano Robert Walton. A quest'ultimo, Victor racconta la propria storia prima di morire a causa della fatica e del freddo intenso del polo, che non gli lasciano scampo. La creatura da lui creata, sopraggiunta nel frattempo, dopo aver pianto la morte del suo creatore, deciderà di darsi la morte nell'estremità del polo.

## Altri media

### Cinema
Victor Frankenstein è apparso in molti adattamenti cinematografici e televisivi. Il primo adattamento è un cortometraggio muto prodotto nel 1910, in cui Frankenstein venne interpretato da Augustus Phillips. In questo adattamento, il dottor Frankenstein viene rappresentato come una sorta di alchimista che crea il mostro in una densa nube di fumo generata dall'unione di prodotti chimici e pozioni. Dieci anni dopo, Frankenstein è interpretato dall'attore italiano Luciano Albertini nel film muto Il mostro di Frankenstein, l'unico horror prodotto in Italia fino al 1956.

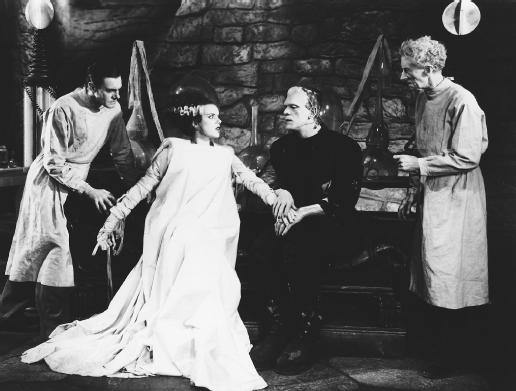
Clive, sulla sinistra, in una scena del film La moglie di Frankenstein (1935)

Nel film Frankenstein, prodotto dagli Universal Studios e diretto da James Whale nel 1931, il ruolo di Frankenstein è interpretato da Colin Clive. Per il ruolo vennero considerati anche Bela Lugosi e Leslie Howard. Rispetto al romanzo, in questa pellicola il personaggio è stato ribattezzato Henry, in quanto il regista voleva venire incontro al palato del pubblico americano. Nella pellicola viene chiarito che è stato tramite i fulmini che lo scienziato riesce a dare vita alla sua creatura, mentre invece nel libro Frankenstein non ha mai rivelato come abbia fatto. Questo elemento verrà ripreso anche nei successivi adattamenti cinematografici su Frankenstein. Altra differenza rispetto al romanzo di Shelley riguarda il destino dello scienziato: nel film, infatti, egli sopravvive alla fine della storia, mentre nel libro egli muore mentre è alla ricerca della sua creatura. Secondo James Curtis in James Whale: A New World of Gods and Monsters, la Universal aveva lasciato in vita il personaggio proprio nella speranza di poterlo utilizzare anche nel seguito, come infatti successe. Infatti, nel 1935, la Universal produsse La moglie di Frankenstein, in cui Clive riprese l'iconico ruolo dello scienziato che, questa volta, è alle prese con la creazione di una nuova creatura, stavolta di sesso femminile, in compagnia dell'eccentrico e malvagio Dottor Pretorius. Colin Clive ha ricevuto molti consensi positivi per la sua interpretazione di Victor nei film diretti da James Whale. La celebre frase citata da Clive «È vivo! È vivo!» («It's alive! It's alive!») è diventata famosissima nel panorama cinematografico e, oltre ad essere stata riprese nei successivi adattamenti su Frankenstein, nel 2005, la AFI's 100 Years... 100 Movie Quotes l'ha classificata al 49º posto nella lista delle cento migliori citazioni cinematografiche.
Peter Cushing interpretò il personaggio in ben sei film (su sette) del ciclo di Frankenstein della Hammer Film Productions tra il 1957 e il 1974: La maschera di Frankenstein, La vendetta di Frankenstein, La rivolta di Frankenstein, La maledizione dei Frankenstein, Distruggete Frankenstein! e Frankenstein e il mostro dell'inferno. Cushing, dunque, divenne l'attore più longevo ad interpretare il personaggio. Nel film Gli orrori di Frankenstein (1970), sempre prodotto dalla Hammer Film Productions, a sostituire Cushing fu assunto Ralph Bates.
Tra gli anni settanta e ottanta, furono molti gli attori che vestirono i panni del personaggio: Robert Foxworth in un film televisivo, J. Carrol Naish in Dracula contro Frankenstein (1971), Dennis Price in Dracula contro Frankenstein (1972), Patrick Bergin in Frankenstein: The Real Story (1973), Udo Kier in Il mostro è in tavola... barone Frankenstein (1973) e Leonard Whiting in Frankenstein: The True Story (1973). Sotto la regia di Tim Burton, Barrett Oliver interpretò un giovane Frankenstein nel corto Frankenweenie (1984); nel remake animato del 2012, il personaggio sarà, invece, doppiato da Charlie Tahan
Negli anni novanta, il ruolo di Victor Frankenstein è stato interpretato da Raúl Juliá in Frankenstein oltre le frontiere del tempo (1990) e Kenneth Branagh in Frankenstein di Mary Shelley (1994). Nel film Van Helsing (2004), Frankenstein è interpretato da Samuel West: in Victor - La storia segreta del dott. Frankenstein da James McAvoy.

### Fumetti
Victor Frankenstein e il suo mostro sono due personaggi del fumetto Frankenstein creato da Edmond Hamilton e Bob Kane nel 1948, pubblicato dalla DC Comics.

### Televisione
Il personaggio è apparso anche in vari cartoni animati e serie televisive, venendo sempre affiancato dalla sua creatura. Nella serie televisiva della ABC C'era una volta (Once Upon A Time), Victor è interpretato da David Anders e doppiato da Alessandro Quarta in italiano. Nella serie proviene da un mondo parallelo ed è stato trasportato in quello reale perdendo (almeno per la prima stagione) i ricordi del suo passato e diventando il Dottor Whale a causa di un maleficio della matrigna di Biancaneve (che nella serie ha nome Regina) dopo che questi l'aveva ingannata per avere un cuore magico con cui rianimare la sua creatura (che nel telefilm è il fratello dello scienziato, Gherardt). A differenza di altri personaggi della serie, Victor non viene dallo stesso mondo magico di Regina ma da un altro in cui sono assenti i colori (difatti le scene girate nel mondo di Frankestein sono in bianco e nero, in omaggio ai film della Universal).